# Sillery
Sillery es una comuna francesa situada en el departamento de Marne, en la región de Gran Este.

## Demografía
| 736 | 861 | 953 | 1532 | 1520 | 1655 | 1796 |
| Para los censos de 1962 a 1999 la población legal corresponde a la población sin duplicidades (Fuente: INSEE [Consultar]) |     |     |      |      |      |      |